# Шенкер Ілля Якович
Ілля Якович Шенкер (23 серпня 1920, Одеса — 27 вересня 2013, Нью-Йорк) — український радянський і американський художник єврейського походження; член Спілки радянських художників України.

## Біографія
Народився 23 серпня 1920 року в місті Одесі (нині Україна). Після закінчення школи вступив на архітектурний факультет Одеського інституту інженерів цивільного та комунального будівництва. Одночасно вільним слухачем відвідував Одеське художнє училище, де його викладачами були Юрій Бершадський, Теофіл Фраєрман, Леонід Мучник, Олександр Постель.
Брав участь у німецько-радянській війні. 1947 року закінчив Одеський інженерно-будівельний інститут. Мешкав в Одесі в будинку на вулиці Новій, № 15, квартира № 1.
У 1974 році емігрував до Сполучених Штатів Америки, де продовжив кар'єру художника. Помер у Нью-Йорку 27 вересня 2013 року.

## Творчість
Працював у галузях станкової графіки, станкового та монументального живопису. Серед робіт:
- ліногравюри — триптих «Недобитий» (1960);
- серія «Дон-Кіхот та Санчо» (1968);
- серія акварелей «Одеса» (1957—1961);

мозаїчні панно в Одесі
- у ресторані «Море» (1963);
- в Палаці одруження (1969, у співавторстві з Генрієттою Кармалюк та Юхимом Штівельманом).

Брав участь у республіканських та всесоюзних виставках з 1957 року, зарубіжних — з 1965 року. Персональні виставки проходили у Нью-Йорку, Лондоні, Женеві, Венеції, Болоньї, Монте-Карло, Вашингтоні, Торонто та Одесі.